# Сусу

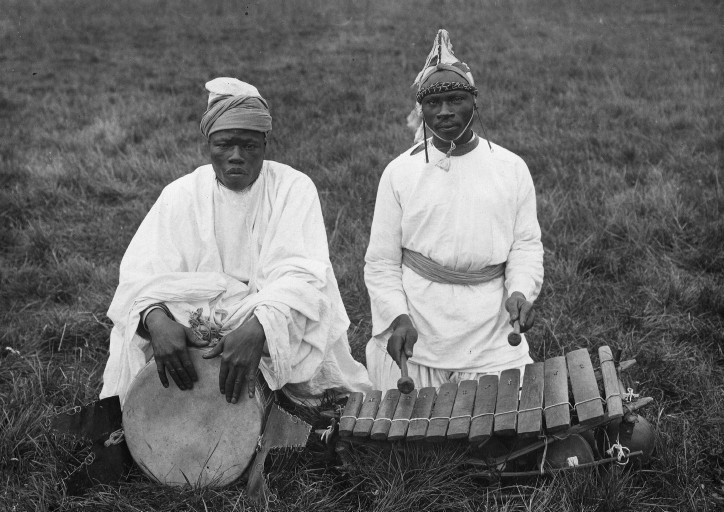

Сусу́, сосо (самоназвание) — народ, проживающий на прибрежных территориях Гвинеи, Сьерра-Леоне и Гвинеи-Бисау.

## История

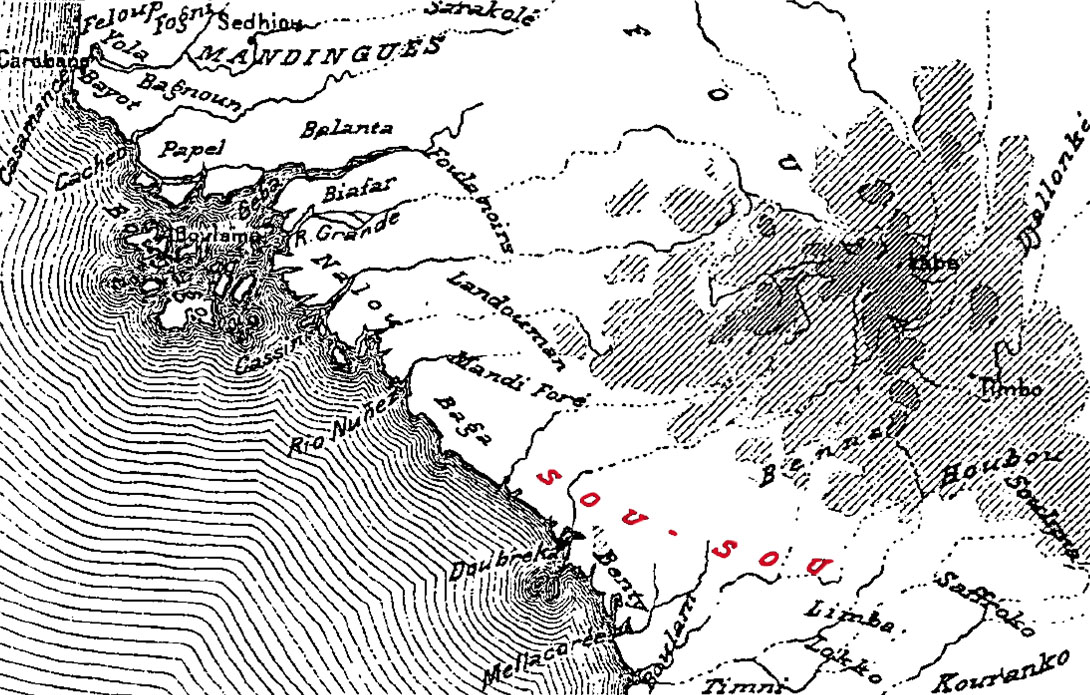
Зона расселения народа сусу

В XIII веке сусу входили в состав империи Мали, откуда впоследствии, из-за религиозных войн, к XVIII веку были вытеснены южнее. Большая часть сусу осели на приморских территориях современной Гвинеи, где создали несколько протогосударств, таких как Солима, Лабайа и некоторые другие. На народ сусу сильно повлияли более мелкие этнические сообщества, уже проживавшие на этих территориях: бага, ландума, налу и др. Наблюдается процесс ассимиляции народы сусу с соседними народами. (Л. М. Минц, 2007)

## Язык
Сусу говорят на языке сусу (сосо) группы манде нигеро-кордофанской семьи. Распространены также французский и крио. (В. А. Тишков, 1999)

## Культура

### Жилище и семья
Дома сусу круглой формы, из глиняного раствора с конусообразной соломенной крышей, построенные вдоль одной улицы. Внутри одна большая центральная комната и прилегающие к ней помещения. В поселении обычно около 300 человек.
Семья живёт одной большой общиной. У мужчины часто несколько жён, брак вирилокальный, патрилинейный счёт родства.
Во главе деревни стоят вожди, власть передаётся по наследству

### Род занятий
Основное занятие сусу — ручное тропическое земледелие. Выращивают рис, арахис, батат, фонио, маниок, масличные и кокосовые пальмы, ямс, просо, бананы, ананасы.
Ремеслом сусу не занимаются, в их общине ремесленники — представители других этнических групп: кожевенники — маника и фульбе, кузнецы — фульбе. Рыболовством занимаются баланте и бага. Распространено скотоводство. Сусу держат кур и мелкий скот. Крупный рогатый скот могут позволить только самые зажиточные.
Традиционное блюдо — варёный рис с приправой из рыбы или пальмового масла, каша из фонио. Все блюда приправляют различными специями. Сусу пьют в основном воду, религия запрещает распитие спиртных напитков.

### Одежда и фольклор
Женщины сусу носят кофты и юбки с запа́хом, мужчины — рубаху до земли с ниспадающими рукавами.
У народа сусу богатый фольклор: сказки, эпические и исторические хроники, сказания и песни. Женщины-сусу рассказывают их во время деревенских праздников. (В. А. Тишков, 1999)